# Грис (Палатинат)
Грис (њем. Gries) град је у њемачкој савезној држави Рајна-Палатинат. Једно је од 98 општинских средишта округа Кузел. Према процјени из 2010. у граду је живјело 959 становника. Посједује регионалну шифру (AGS) 7336032.

## Географски и демографски подаци
Грис се налази у савезној држави Рајна-Палатинат у округу Кузел. Град се налази на надморској висини од 280 метара. Површина општине износи 4,0 km². У самом граду је, према процјени из 2010. године, живјело 959 становника. Просјечна густина становништва износи 238 становника/km².